# Hohlleiter-Drehkupplung
Hohleiterdrehkupplungen (englisch Waveguide Rotary Joints oder englisch RF Rotary Joints) werden benötigt, wenn Antennen von Radar-Anlagen (PSR-, SSR- und/oder IFF) mit hohem Antennengewinn kontinuierlich mechanisch um 360° gedreht oder in einem vertikalen oder horizontalen Winkelbereich mechanisch hin und her geschwenkt (engl. scanning) werden müssen. Abhängig von der maximal definierten Erfassungsreichweite der Radar-Sensoren liegt die Umdrehungszeit für eine 360°-Umdrehung der Antenne(n) zwischen 1 s (z. B. ASDE) bis circa 12 s (z. B. SRE-M).
Da Radar-Sensoren sehr hohe Pulse Peak Envelope Power (PEP, dt. Puls-Spitzenausgangsleistung) Senderausgangsleistungen zwischen mehreren Kilowatt (kW) und mehreren Megawatt (MW) erzeugen (Pulsdauer um die 1 µs bis wenige 10 ns) und über die Antennen abstrahlen, müssen die Dämpfungsverluste zwischen den PSR- SSR- und/oder IFF-Radar-Sendern und -Empfängern bis zu den PSR- SSR- und/oder IFF-Radar-Antennen soweit wie möglich minimiert werden. Da PSR-, SSR- und/oder IFF-Radar-Sensoren vorwiegend auf Frequenzen oberhalb 1 GHz betrieben werden, steigt die Dämpfung mit zunehmender Frequenz stark an. Da Hohlleiter sehr viel kleinere Verluste pro Meter (m) Länge aufweisen, als Koaxialkabel. Da Hohlleiter und gleichzeitig, im Gegensatz zu Koaxialkabel, auch sehr hohe Spitzen-Sendeleistungen von bis zu mehreren Mega-Watt PEP übertragen können, werden für diese Kanäle einer Drehkupplung Hohlleiter, anstelle von koaxialen aufgebauten Übergängen eingesetzt.
Hohlleiterdrehkupplungen besitzen zwischen minimal einem und bis maximal neun Kanälen zur Übertragung von Hochfrequenzsignalen. Dabei sind namensgebend für eine Hohlleiterdrehkupplung die Anzahl der Kanäle, die auch als Hohlleiter ausgeführt sind. Hohlleiterdrehkupplungen besitzen in der Regel jedoch keine Sliprings zur Übertragung von Gleichspannung, niederfrequenter oder optischer Signale, sondern dienen nur der Übertragung von Hochfrequenzsignalen. Demgegenüber werden Schleifringübertrager (englisch Slipring Rotary Joints) nur zur Übertragung von Gleichspannung, niederfrequenter oder optischer Signale verwendet.
Je nach Anzahl der benötigten Kanäle, können zur Abstrahlung und zum Empfang der Signale der PSR-, SSR- oder IFF-Antennen bzw. auch unterschiedliche Antennendiagramme beim Empfang erforderlich sein, deren Signale jeweils gesondert den jeweiligen PSR-, SSR- und/oder IFF-Empfängern zugeführt werden müssen.
Beispiele bei PSR-Radar-Sensoren wird zum Senden ein Hohlleiterkanal verwendet, aber beim Empfang der passiven Echos mehrere Antennendiagramme verwendet, z. B. einen High-Beam und ein Low-Beam. In Entfernungen, in denen sich z. B. Gebiete befinden, die viel Boden-Clutter-Echos im Low-Beam erzeugen, werden Luftfahrzeuge mit dem High-Beam erfasst.
Bei SSR- oder IFF-Radarsensoren werden die Abfrage-Pulstelegramme über eine Antenne mit gerichteter Strahlungscharakteristik, d. h. mit hohem Gewinn abgestrahlt. Hingegen muss der „Side Lobe Suppression Pulse“ über eine nahezu omnidirektionale Antennen-Strahlungscharakteristik abgestrahlt werden. Beim Empfang in Monopulse-fähigen SSR- oder IFF-Radarsensoren wird das Antennendiagramm beim Empfang zur separaten Monopulse-Verarbeitung in ein linkes und ein rechtes Diagramm aufgeteilt.
Hohleiterdrehkupplungen können ein, oder auch mehrere Frequenzbereiche unterstützen, z. B. bei ASR-Radar-Sensoren bei denen der PSR-Radar-Sensor im S-Band (z. B. 2,7 GHz bis 2,9 GHz) arbeitet, während die parallel zu dem PSR-Radar-Sensor arbeitenden SSR- oder IFF-Radar-Sensoren im L-Band (1030 MHz und 1090 MHz) arbeiten. Demgegenüber arbeiten L-Band-PSR-Sensoren im Frequenzbereich zwischen 1215 MHz und 1400 MHz, z. B. SRE-M und die parallel arbeitenden SSR- oder IFF-Radar-Sensoren im L-Band (1030 MHz und 1090 MHz).
Je nach der, über eine Hohleiterdrehkupplung zu übertragenden, maximalen Pulsspitzenleistung der Kanäle werden bei Leistungen bis zu mehreren Kilowatt Koaxialkabel verwendet (z. B. SSR- und IFF-Radarsensoren), und bei erheblich höheren Leistungen von bis zu mehreren Megawatt. Für Kanäle einer Hohlleiterdrehkupplung, die nicht zum Senden mit höheren Spitzenausgangsleistungen oder nur zum Empfang verwendet werden, ist die maximal übertragbare Hochfrequenzleistung auf wenige Watt beschränkt.